# Psychomantis borneensis
Psychomantis borneensis är en bönsyrseart som beskrevs av Wilhem de Haan 1842. Psychomantis borneensis ingår i släktet Psychomantis och familjen Hymenopodidae. Inga underarter finns listade i Catalogue of Life.